# Mitteldeutscher BC
O Mitteldeutscher Basketball Club (português:"Central/meio Alemão basquetebol Clube) é um clube profissional alemão que atualmente disputa a BBL. Sua sede está na cidade de Weißenfels, Estado de Saxônia-Anhalt e manda seus jogos no Stadthalle Weißenfels  com 3.000 lugares.
Na temporada 2024-25 conquistou em casa seu até então mais importante título, campeão da Copa da Alemanha.